# 熱分析
熱分析（ねつぶんせき）とは、物質の温度を制御しながら、その応答を分析する手法の総称。JIS K 0129 では「物質の温度を一定のプログラムによって変化させながら、その物質のある物理的性質を温度の関数として測定する一連の方法の総称（ここで、物質とはその反応生成物も含む）。」と定義されている。プラスチックなど材料の特性を知るために、材料科学・材料工学分野で多用される。
物質は、温度変化によって融解やガラス転移などの相転移、あるいは熱分解などの化学反応が進行する。熱分析では、物質の温度を制御しながらその物理的または化学的性質の変化を測定することで、物質の特性を知ることを目的とする。
手法として、加熱または冷却しながら質量変化を測定する熱重量分析 (TG)、比熱や反応熱の変化を測定する示差熱分析 (DTA) や示差走査熱量測定 (DSC)、機械的性質の変化を測定する熱機械分析(TMA)、動的粘弾性測定 (DMA)、発生気体分析 (EGA)などがある。また、熱分解生成物を分析するものとして、熱天秤とガスクロマトグラフィー、質量分析計を連結したPyro-GC-MSと呼ばれる装置が市販されている。